# Florina
Florina (gr. Φλώρινα, bułg. Лерин, mac. Лерин – Lerin, bizant. Χλέρινον – Chlérinon) – miasto w północno-zachodniej Grecji, u podnóża gór Baba, w pobliżu granicy z Macedonią Północną, w administracji zdecentralizowanej Epir-Macedonia Zachodnia, w regionie Macedonia Zachodnia, w jednostce regionalnej Florina. Siedziba gminy Florina. W 2011 roku liczyło 17 686 mieszkańców.
Ośrodek handlowy regionu uprawy winorośli; muzeum archeologiczne. Florinę i jej okolice, oprócz Greków, zamieszkuje najliczniejsza w Grecji mniejszość słowiańskojęzycznych Macedończyków.